# 공군원수
공군원수는 공군을 책임지는 가장 높은 직책의 원수를 가리키는 용어이다. 함대제독과 육군원수와 동등한 직책이다. 

## 설명
공군원수는 공군의 전투기를 총지휘하는 역할을 하는 장성급 장교이다. 공군원수는 많은 국가에서 육군원수와 동등한 것으로 간주 될 수 있으며 함대제독의 해군 계급과 동등하다고 간주 될 수 있다. 즉, 공군원수는 5성급 장군인 계급이며 NATO에 가입한 국가에서는 OF-10의 순위 코드로 설명된다. 이러한 고위직으로서 개최되는 경우는 매우 드물다. 그것은 국가 원수, 왕실 가족 구성원 또는 대규모 공군의 가장 고위 장교에게 의식 자격으로 수여된다.

## 같이 보기
- 공군
- 군사 계급